# Meteor (bilmärke)
Meteor var ett kanadensiskt personbilsmärke som tillverkades av Ford Motor Company i Kanada åren 1948 till 1976, med ett kortare uppehåll 1962 till 1963, och var uteslutande avsedd att säljas på den inhemska kanadensiska marknaden.
Ford Motor Company hade bedrivit tillverkning vid fabriken i Walkerville, Ontario (numera en del av Windsor, Ontario) ända sedan 1904. Personbilarna som byggdes var ursprungligen av samma utförande som de USA-tillverkade modellerna, men år 1946 inleddes tillverkning av det egna märket Monarch och två år senare introducerades märket Meteor av 1949 års modell. Monarch var en lyxigare upplaga av Mercury och Meteor motsvarade i sin tur en lyxigare upplaga av de vanliga Ford-bilarna och låg i segmentet mellan Ford och Mercury.
År 1953 stängdes bilfabriken i Walkerville och all tillverkning flyttades över till en helt nybyggd industrianläggning i Oakville, Ontario.

## Produktion
Meteor tillverkades under åren 1948 till 1961 i totalt 378 463 exemplar fördelade på nio olika modeller:
- DeLuxe (årsmodell 1949-1951)
- Custom (årsmodell 1949-1951)
- Mainline (årsmodell 1952-1953)
- Customline (årsmodell 1952-1953)
- Victoria (årsmodell 1952-1953)
- Meteor (årsmodell 1954-1961)
- Niagara / Niagara 300 (årsmodell 1954-1959)
- Rideau / Rideau 500 (årsmodell 1954-1961)
- Montcalm (årsmodell 1958-1961)

Åren 1962 till 1963 namnet Meteor som eget bilmärke tillfälligt nere. I stället tillverkades modellen Mercury Meteor, vilken var baserad på Ford Fairlane. När produktionen av Meteor återupptogs 1964 hade man övergivit Fordkarossen och utgick istället från de större Mercury-bilarna. Totalt tillverkades Meteor i cirka 255 000 exemplar åren 1964 till 1976, och bilarna såldes i sex olika serier:
- Meteor (årsmodell 1964)
- Custom (årsmodell 1964)
- Rideau / Rideau 500 (årsmodell 1965-1976)
- Montcalm (årsmodell 1965-1976)
- Montego (årsmodell 1967)
- LeMoyne (årsmodell 1968-1970)

Efter 1976 var inte Meteor längre något eget bilmärke, men namnet användes 1976 till 1981 på den kanadensisktillverkade Mercury Meteor, som var baserad på Mercury Marquis.

## Tekniska data
Den första bilen av märket Meteor introducerades den 25 juni 1948 och hade en Ford-kaross och Mercury-grill samt var utrustad med en 100 hk (75 kW) sidventils V8 med en cylindervolym av 239 cu.in. (3.9 liter). Meteor behöll, i likhet med kanadensisktillverkade Ford denna motor fram till och med 1954 års modeller. Den nya toppventils V8-motorn introducerades inte i Kanada förrän på årsmodell 1955. Efter några år utrustades bilen bland annat med egna bakljus, emblem och sidolister. Åren 1952 till 1954 använde Meteor instrumentbrädor från Mercury.
År 1954 övergick man till helt egna namn på sina olika modeller. Lågprismodellen Mainline kallades bara Meteor, mellanprismodellen Customline blev Niagara och toppmodellen Victoria blev Rideau. Modellen Montcalm introducerades under några år senare som en motsvarighet till Ford Galaxie. Tillverkningen upphörde 1961 av flera skäl. Ford Motor Company hade bestämt sig för namnet Meteor på sin ”Mid-size”-modell av Mercury, och Mercury som bilmärke hade dessutom sjunkit i pris, dels på grund av vikande försäljningssiffror, dels eftersom man upphört med tillverkningen av Edsel.
Men efter påtryckningar från återförsäljare och det faktum att Mercury Meteor upphörde efter 1963, kom Ford i Kanada att återintroducera Meteor som ett eget märke. 1964 års Meteor såg nästan identisk ut som Mercury, men hade samma inredning och instrumentbräda som Ford och bestod av en bas-serie och den lyxigare Custom. Inför modellåret 1965 återuppstod hela modellfloran som funnits 1961. År 1967 tillkom Montego som namn på den lyxigaste modellen, men när moderkoncernen valde att introducera Mercury Montego i USA år 1968, så döptes modellen om till LeMoyne. Dessutom erbjöd man åren 1966 till 1970 en sportigare variant kallad Montcalm S-33.
Trots att Ford betraktade Meteor som ett separat märke ända fram till och med år 1976, var bilarna från och med 1968 försedda med Mercury-emblem och började samtidigt även kallas ”Mercury Meteor” i marknadsföringen. Efter 1976 försvann såväl namnen Rideau och Montcalm som den speciella utrustningen för Meteor-bilarna.

## Övrigt
Bilen ska inte förväxlas med Ford Meteor eller Mercury Meteor.

## Bildgalleri

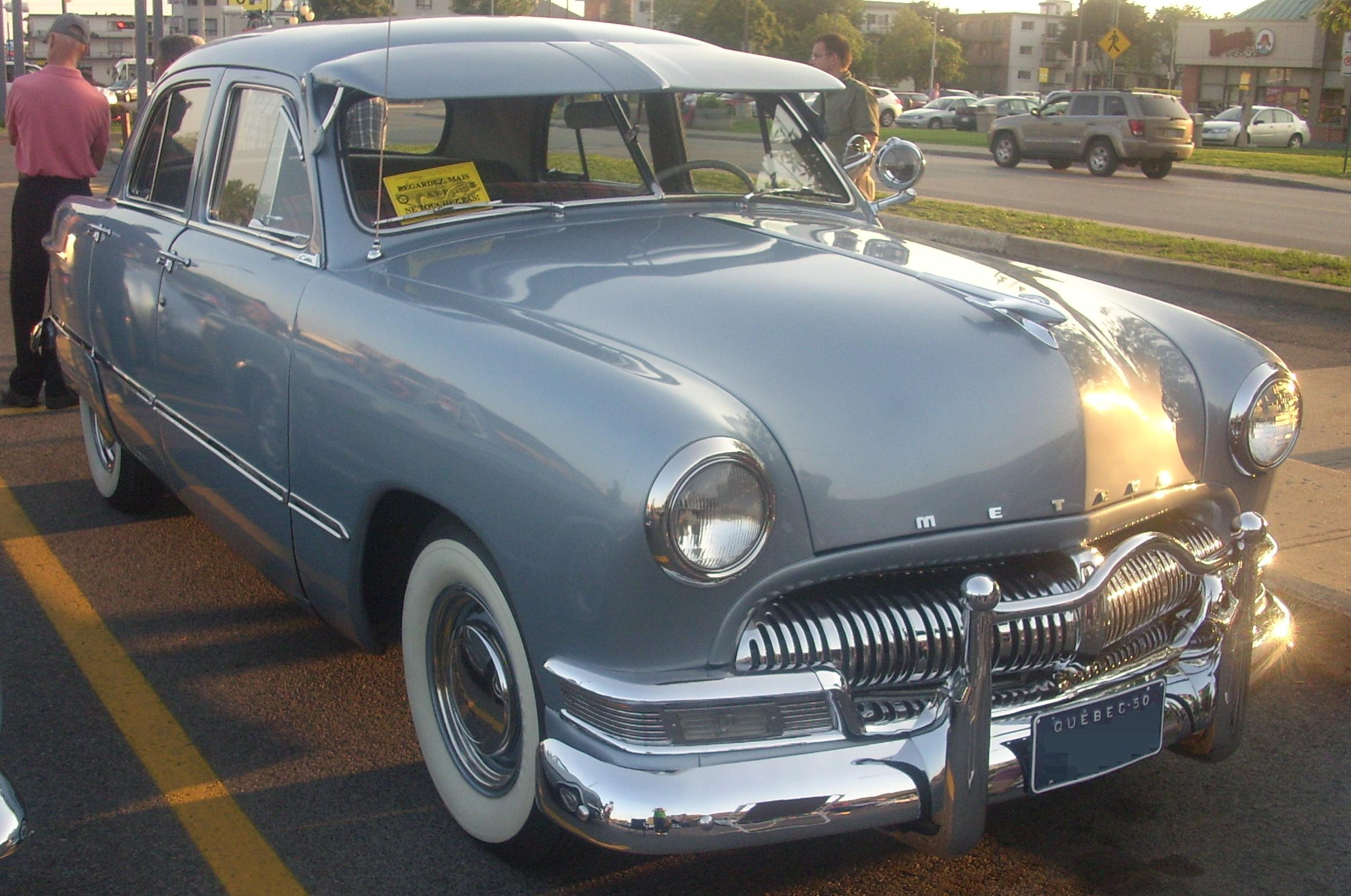
1950 Meteor
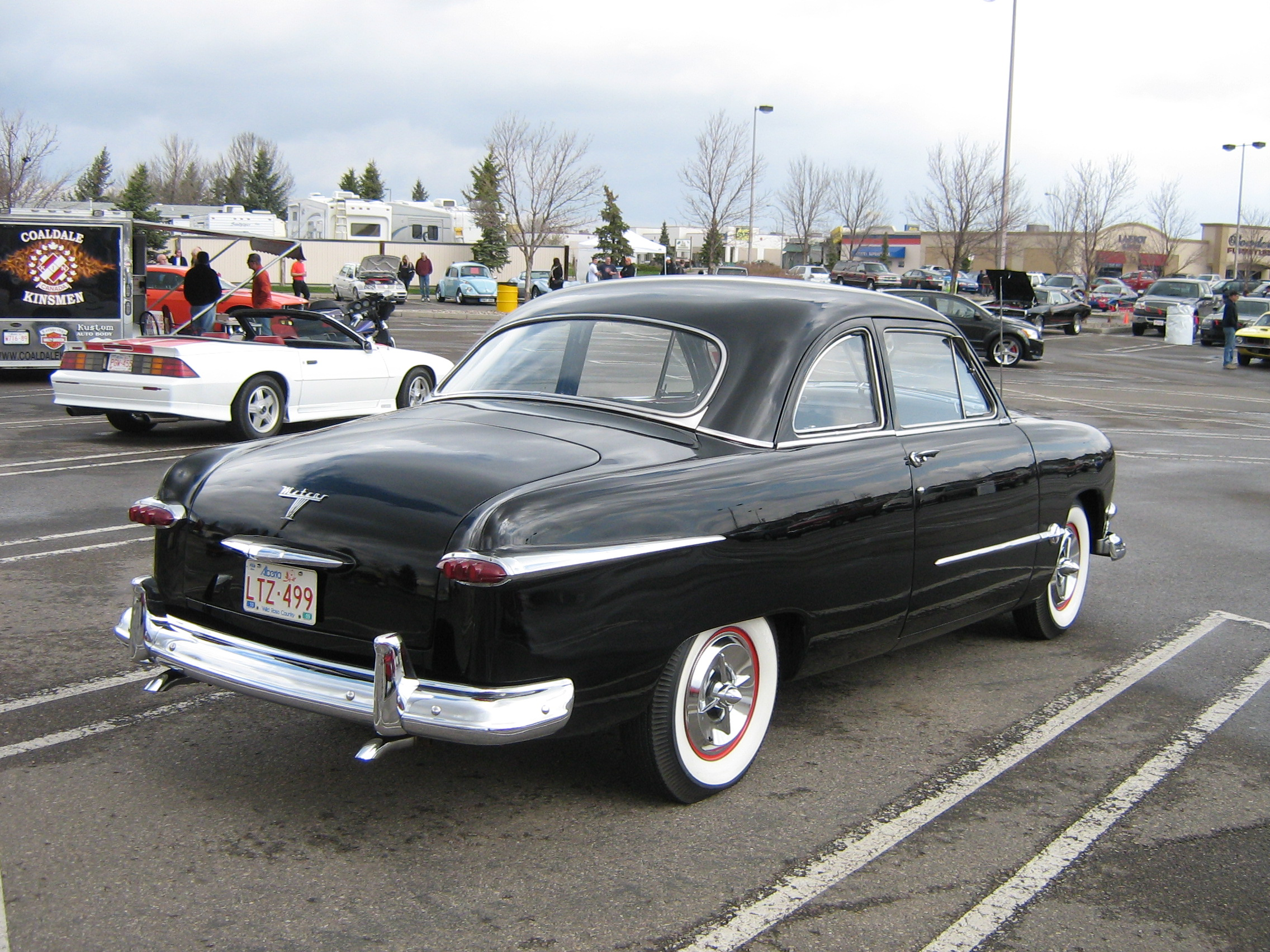
1951 Meteor
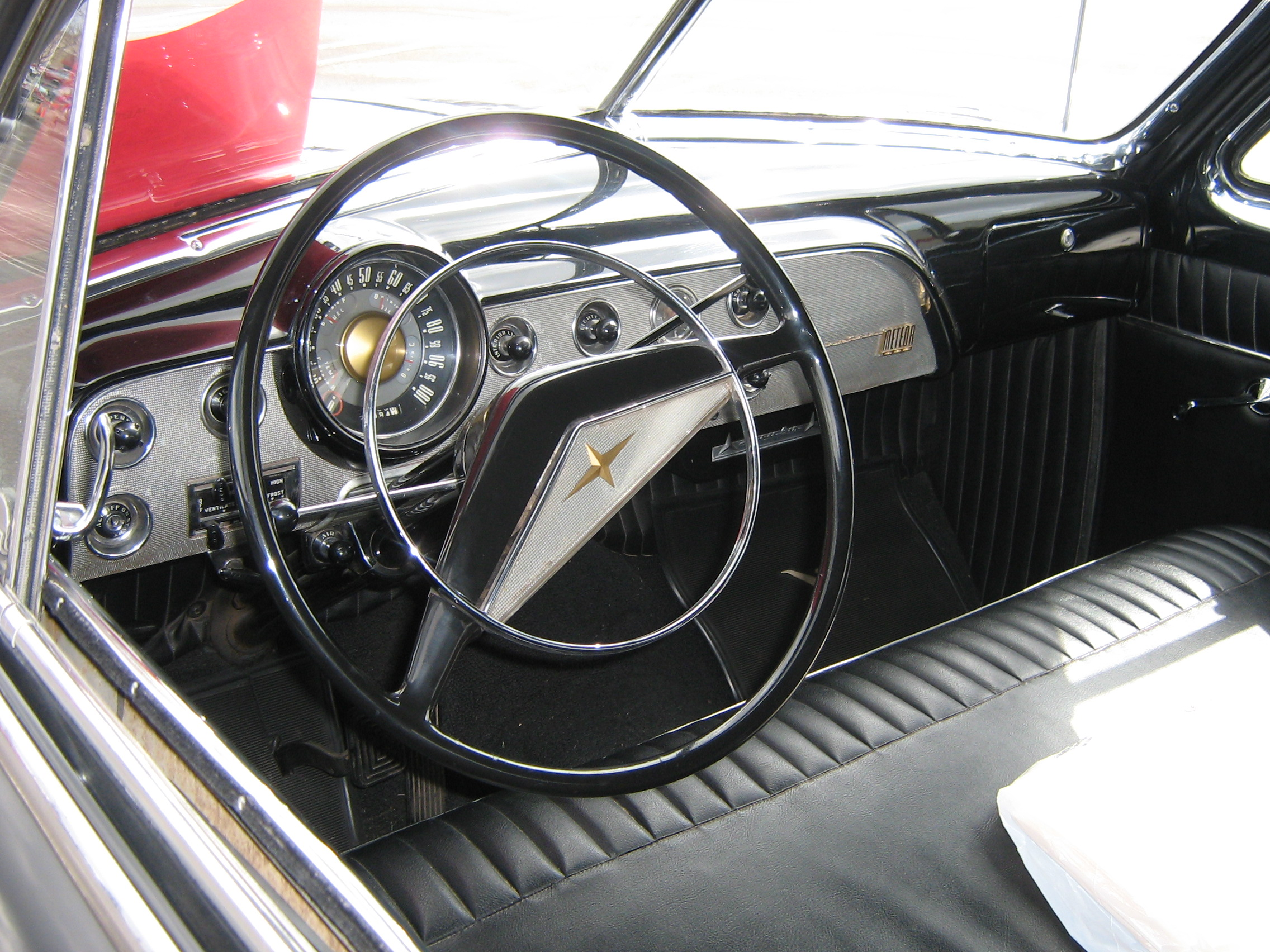
1951 Meteor
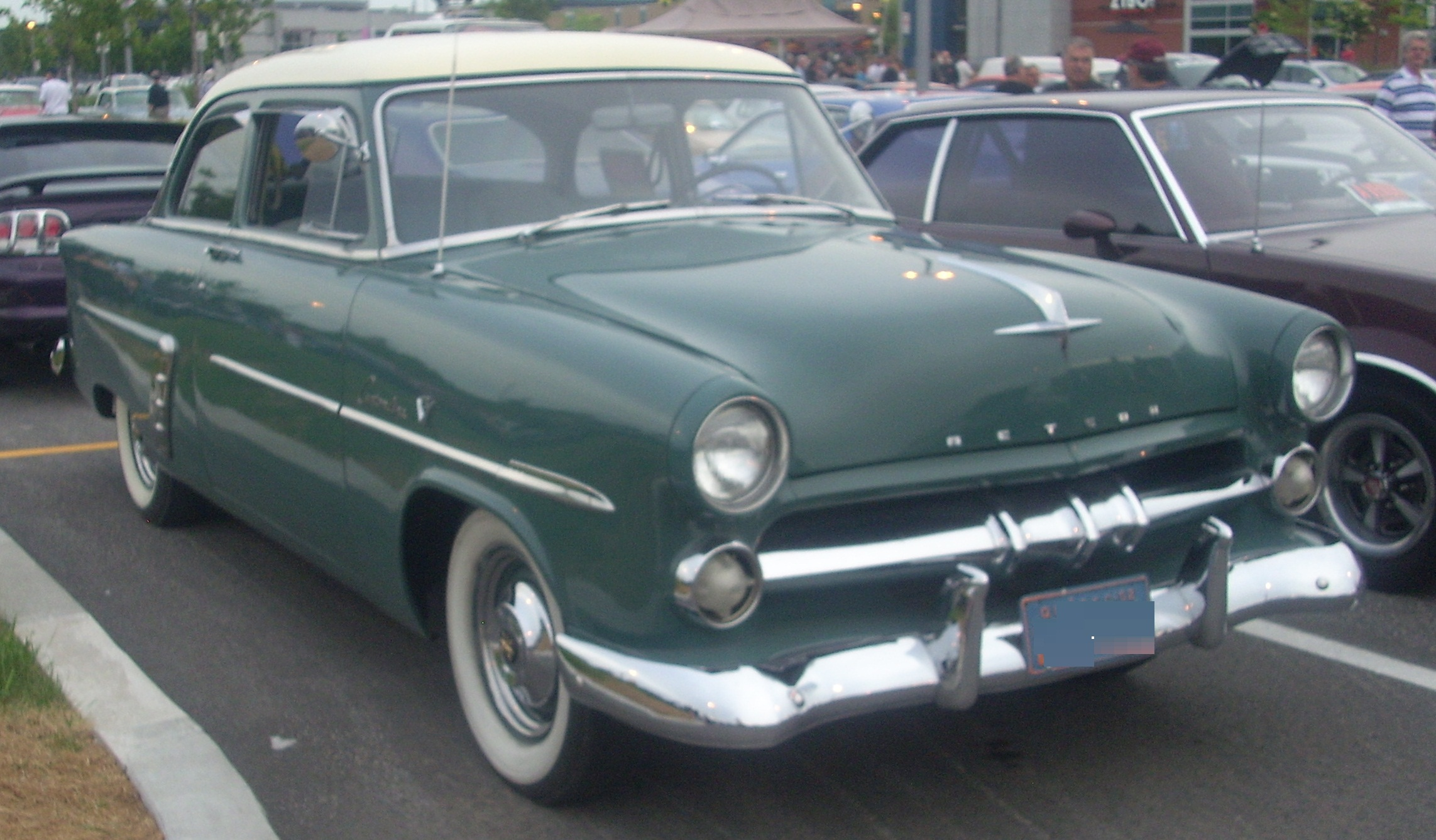
1952 Meteor Customline Tudor Sedan
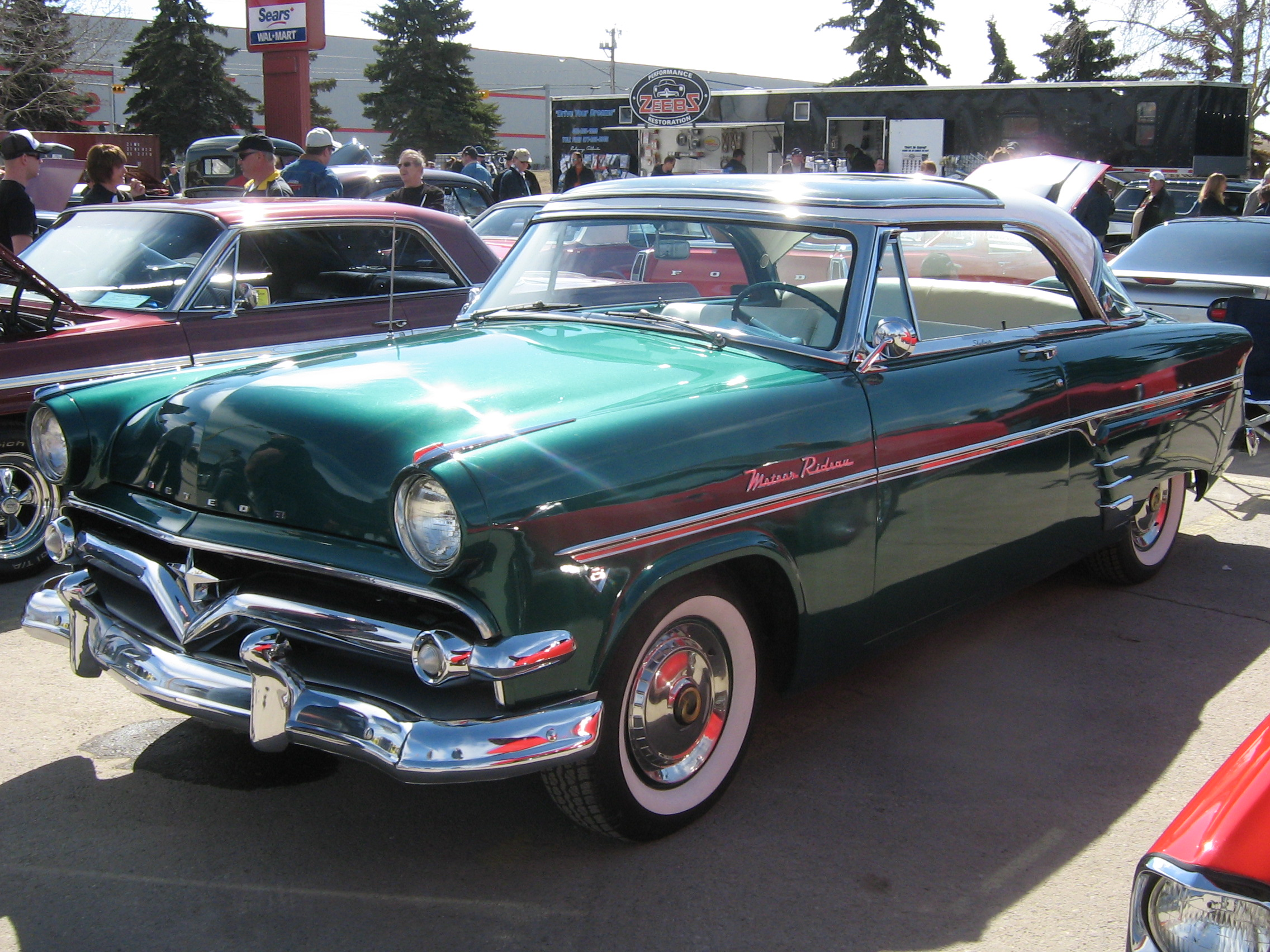
1954 Meteor Rideau Sunliner Victoria Coupe
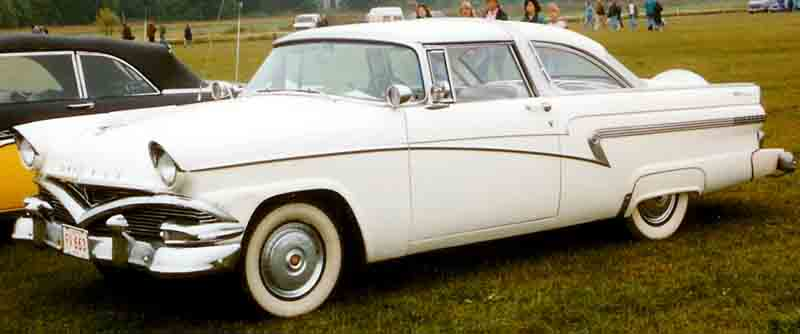
1956 Meteor Rideau Crown Victoria Coupe
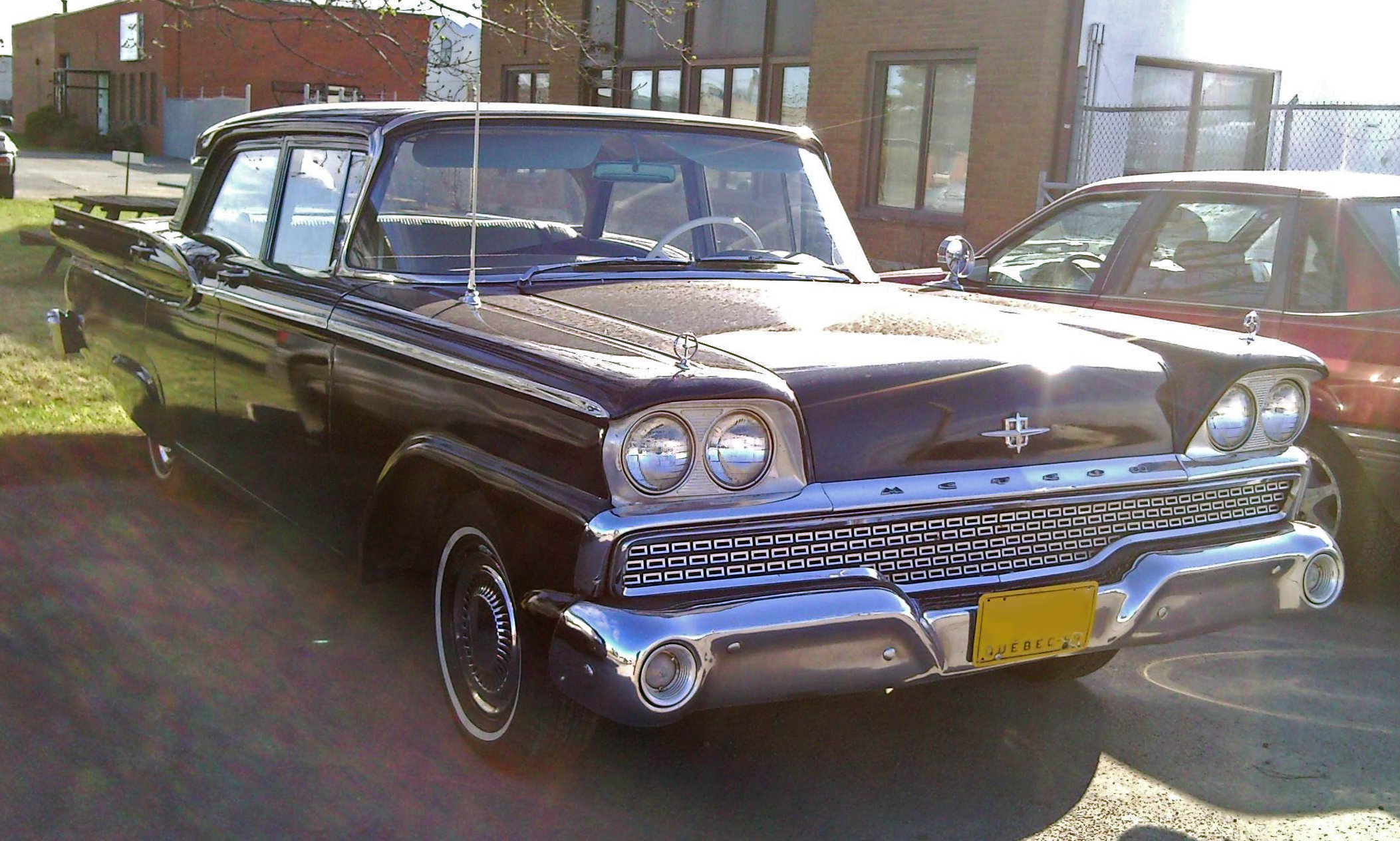
1959 Meteor Fordor Sedan
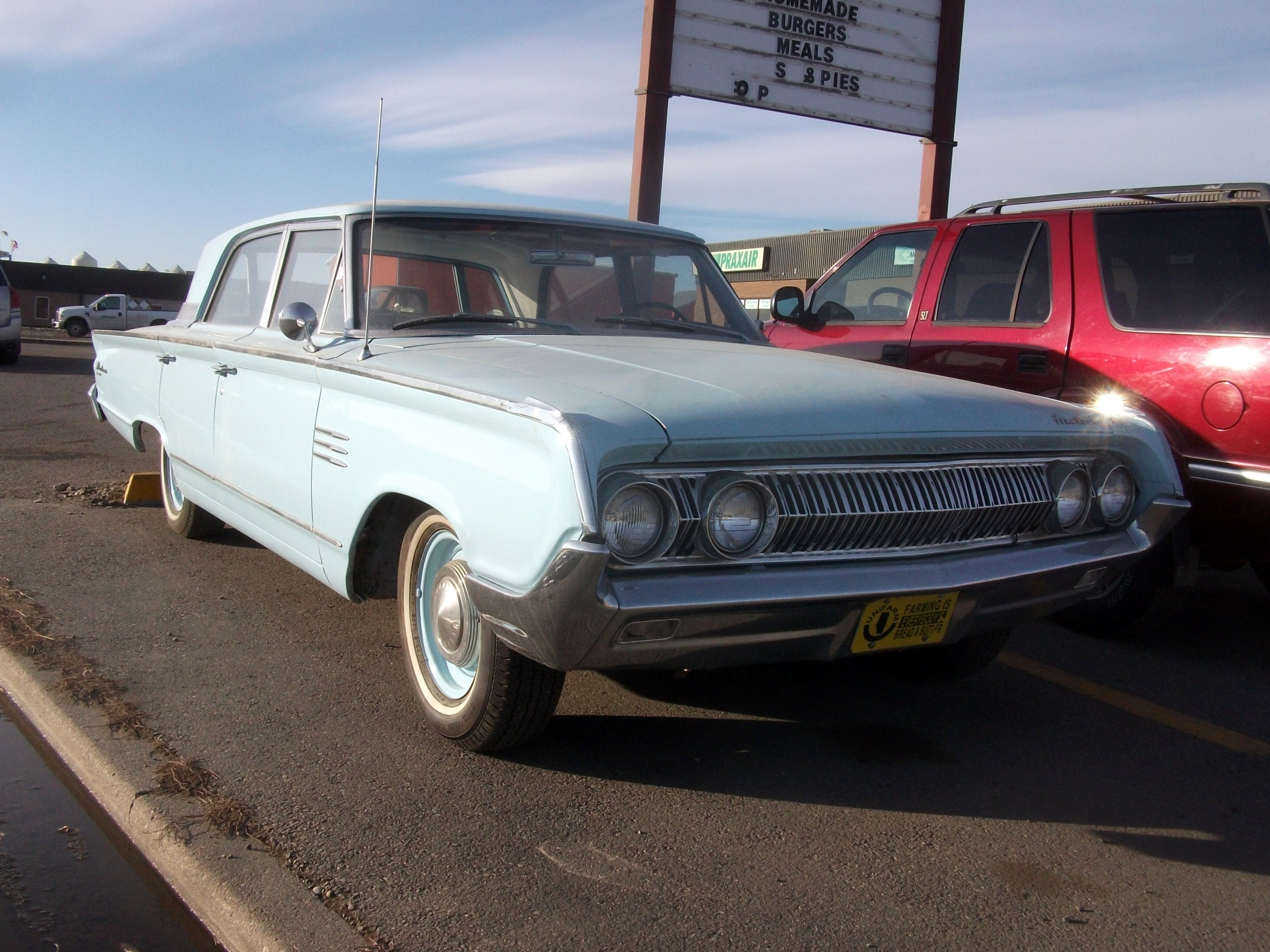
1964 Meteor
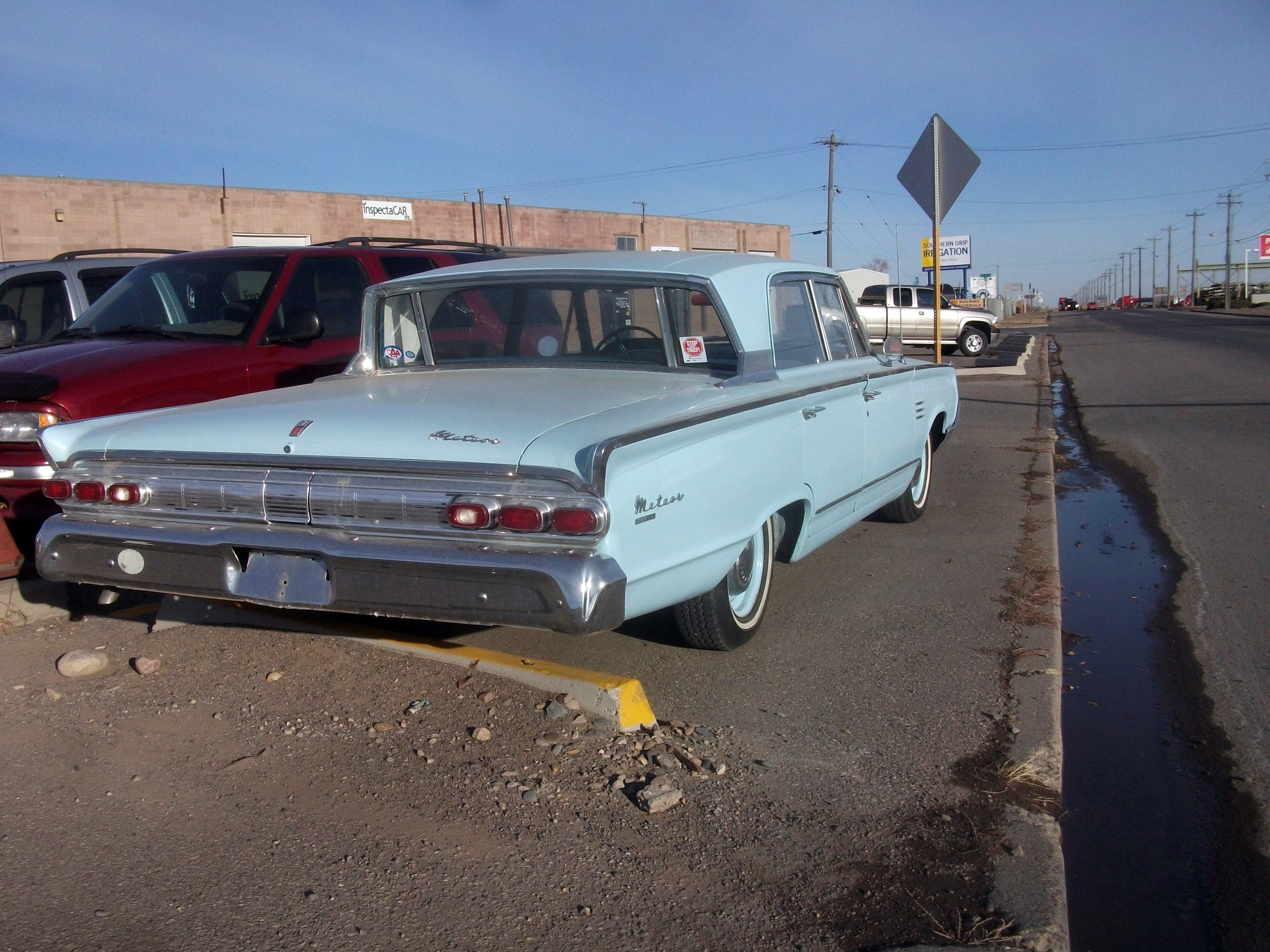
1964 Meteor
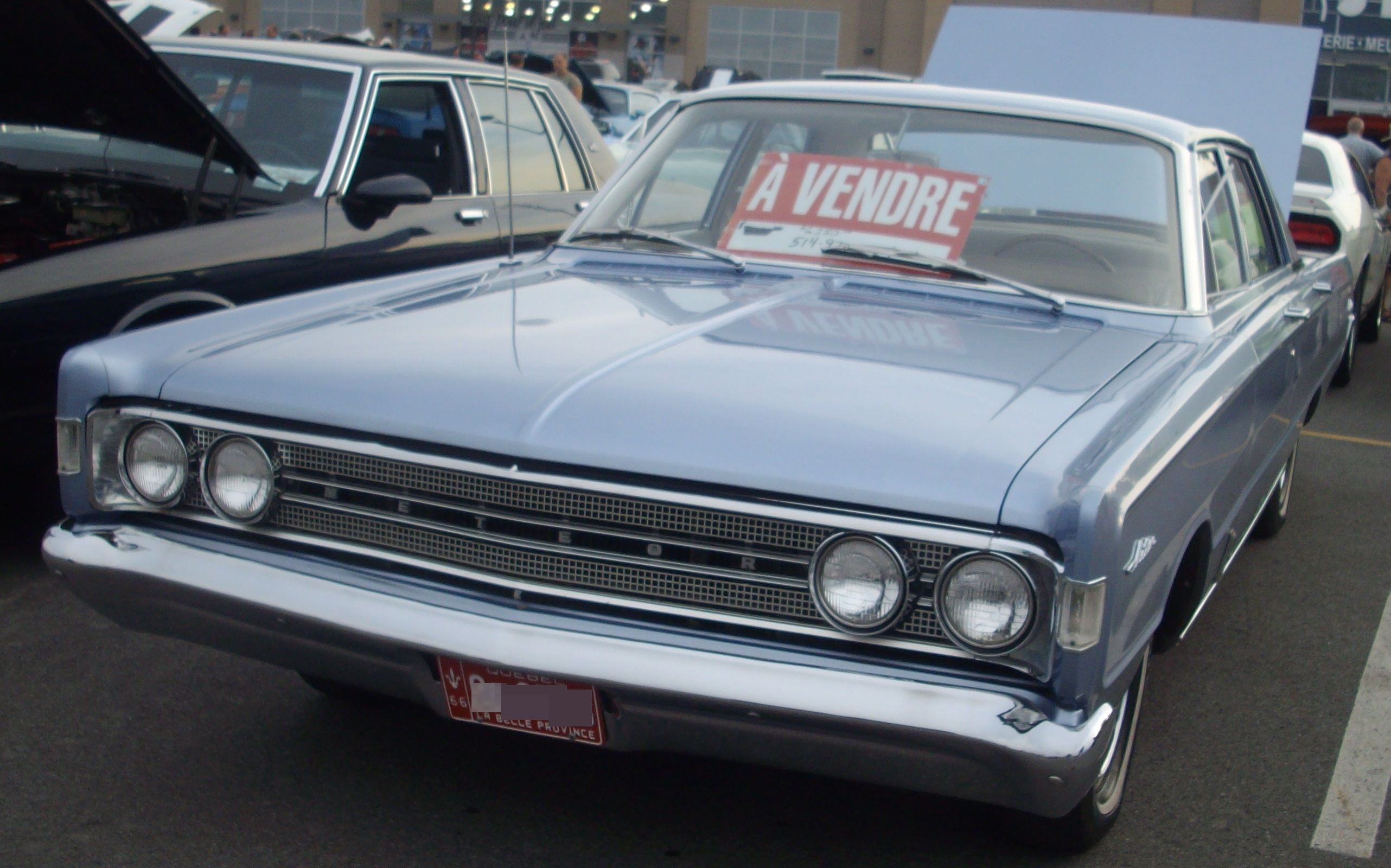
1966 Meteor
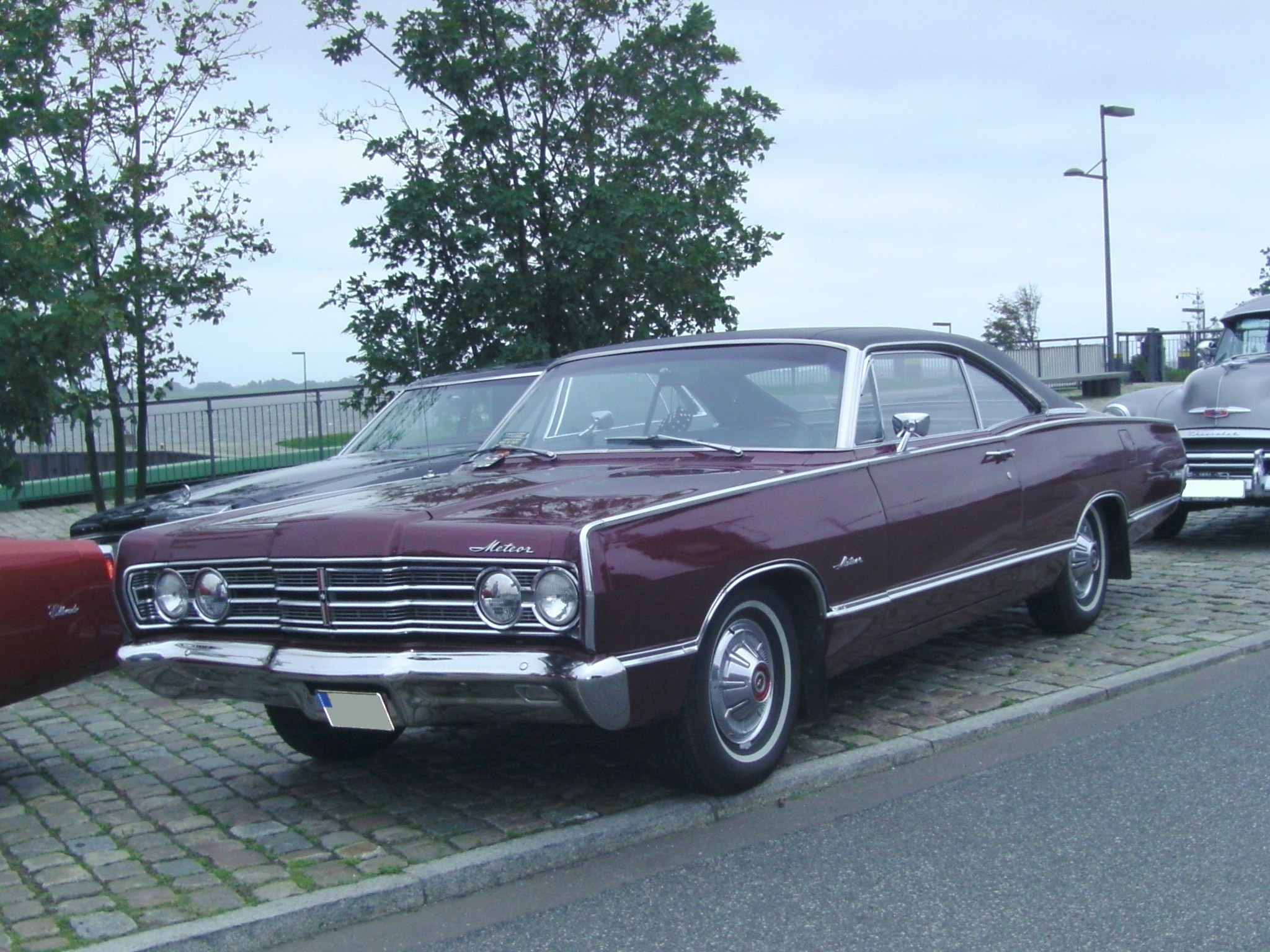
1967 Meteor
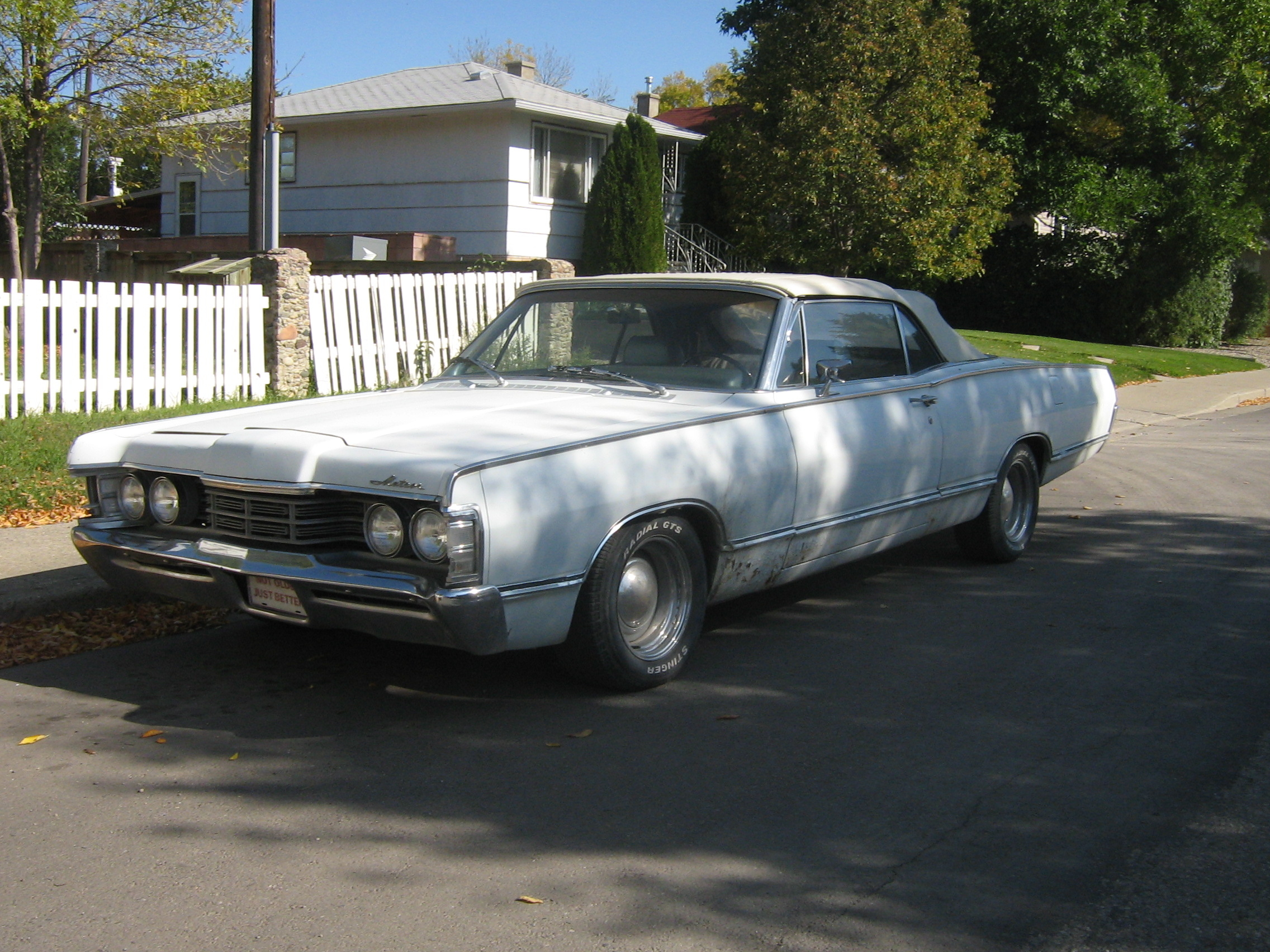
1968 Meteor
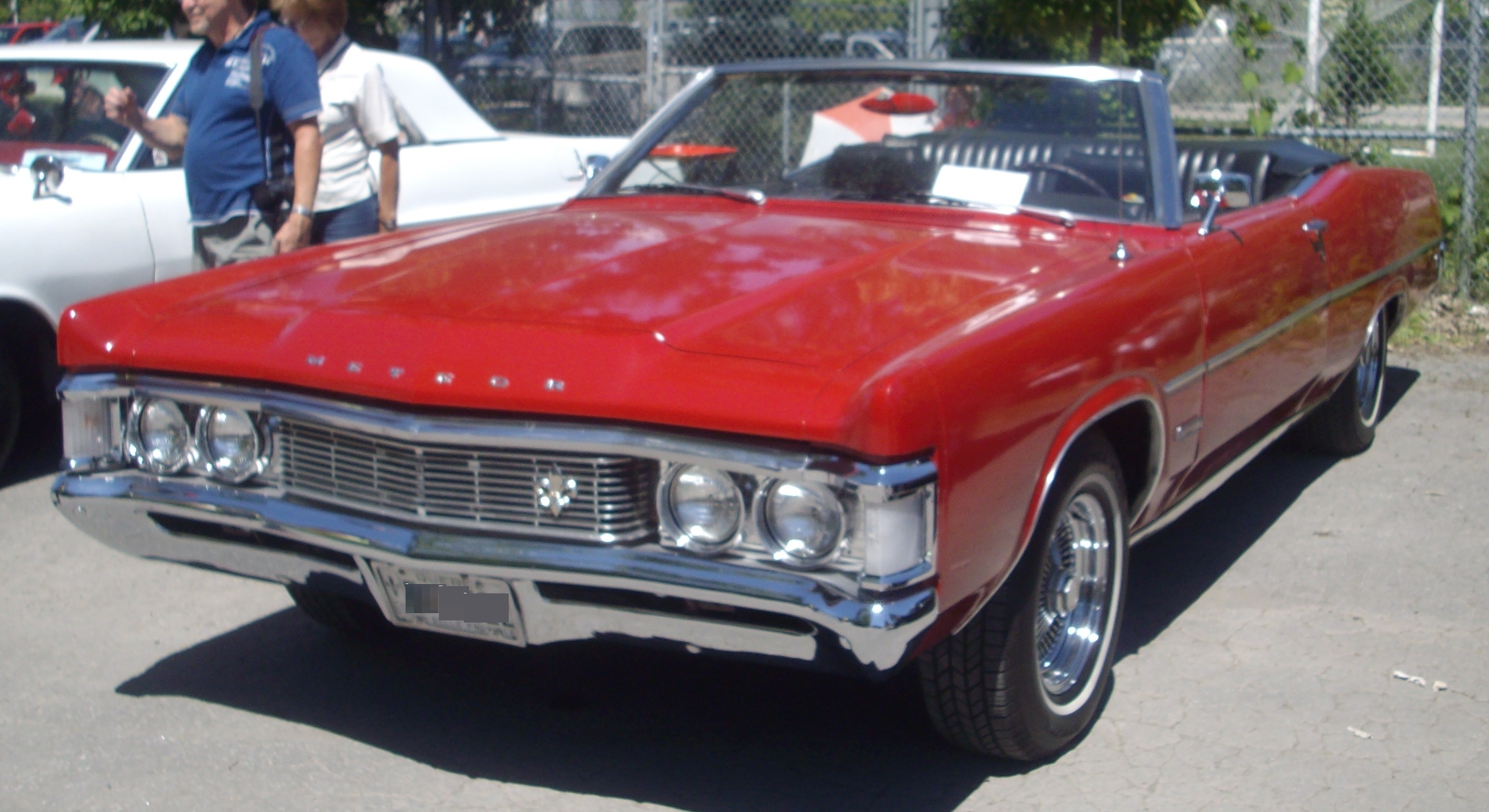
1969 Meteor
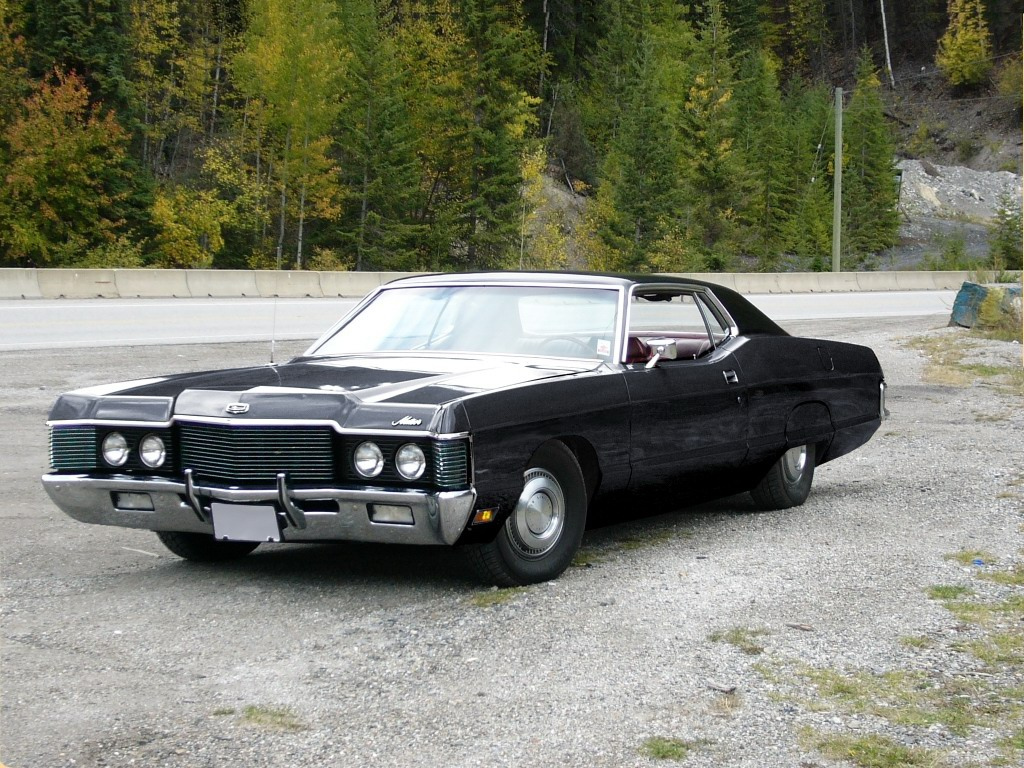
1971 Meteor